# Cryptops bivittatus
Cryptops bivittatus är en mångfotingart som beskrevs av Pocock 1893. Cryptops bivittatus ingår i släktet Cryptops och familjen Cryptopidae.
Artens utbredningsområde är:
- Colombia.
- Costa Rica.
- Peru.

Inga underarter finns listade i Catalogue of Life.